# Фаді Джуда

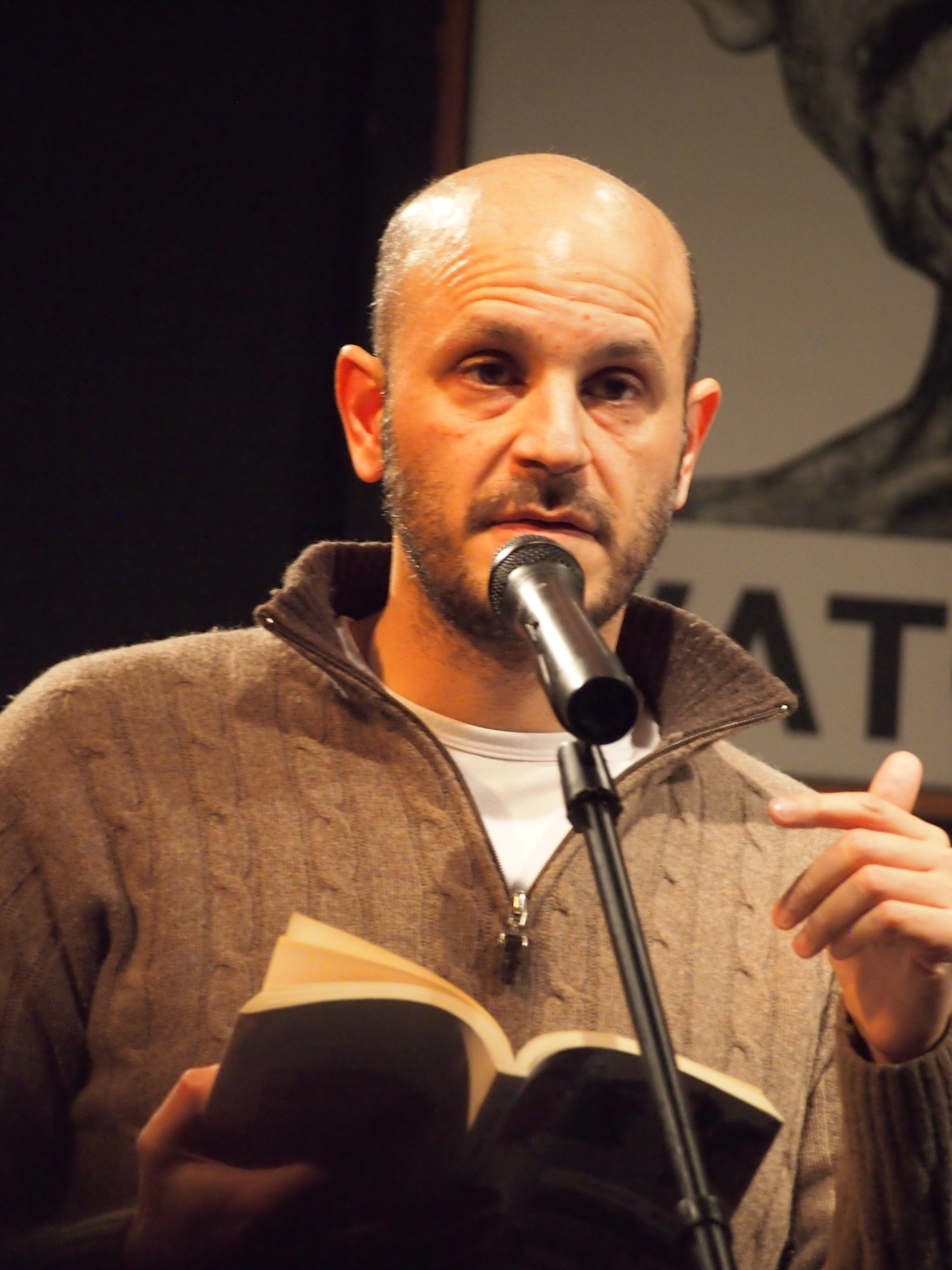
Фаді Джуда у 2016 році

Фаді Джуда (англ. Fady Joudah) — палестинсько-американський поет і лікар. 2007 року він здобув премію на конкурсі Yale Series of Younger Poets за збірку поезій «Земля на горищі» (англ. The Earth in the Attic).

## Біографічні відомості
Фаді Джуда народився 1971 року в місті Остін, штат Техас, США. Його батьки були палестинськими біженцями, він виріс у Лівії та Саудівській Аравії. Фаді повернувся до США, щоб навчатися на лікаря. Спочатку він вчився в університеті Джорджії (Атенс, штат Джорджія), а потім у медичному коледжі Джорджії. Практику проходив у Техаському університеті. Нині Джуда працює лікарем інтенсивної терапії у Х'юстоні. Він також був волонтером у гуманітарній організації «Лікарі без кордонів».

## Творчість
Поезія Джуди публікувалася у Poetry magazine, Iowa Review, Kenyon Review, Drunken Boat, Prairie Schooner та Crab Orchard Review.
2006 року він опублікував «Ноша метелика» (англ. The Butterfly's Burden), збірку нових віршів палестинського поета Махмуда Дервіша, перекладених із арабської. 2008 року ця збірка стала фіналістом премії ПЕН-клубу за найкращий поетичний переклад.
У 2012 році Джуда опублікував «За мною слідує як солом'яна птаха, та інші поеми» (англ. Like a Straw Bird It Follows Me, and Other Poems), збірку віршів палестинського поета Рассана Зактана, перекладених з арабської мови, яка відзначена міжнародною нагородою Griffin Poetry (2013).
2013 року Copper Canyon Press опублікував його останню книгу поезій «Запалений» (англ. Alight).
У жовтні 2014 року Фаді Джуда давав інтерв'ю для документального фільму Poetry of Witness, режисерами якого є Біллі Тоома (англ. Billy Tooma) та Антоні Кіріло (англ. Anthony Cirilo).

## Твори
- The Earth in the Attic. Yale University Press. April 2008. ISBN 978-0-300-13431-5.
- Mahmoud Darwish (2007). The Butterfly's Burden. Translator Fady Joudah. Copper Canyon Press. ISBN 978-1-55659-241-6.
- Mahmoud Darwish (2009). If I were another. Translator Fady Joudah. Macmillan. ISBN 978-0-374-17429-3.
- Alight (Copper Canyon Press, 2013)